# 687. pehotni polk (Wehrmacht)
Za druge 687. polke glejte 687. polk.
687. pehotni polk (izvirno nemško Infanterie-Regiment 687) je bil eden izmed pehotnih polkov v sestavi redne nemške kopenske vojske med drugo svetovno vojno.

## Zgodovina
Polk je bil ustanovljen 15. decembra 1940 kot polk 14. vala na področju Osnabrücka iz delov 476., 481. pehotnega polka ter II. Heimatwach bataljona 662. pehotnega polka; polk je bil dodeljen 336. pehotni diviziji.
15. oktobra 1942 je bil polk preimenovan v 687. grenadirski polk.